# Casa al carrer Viñolas, 7 (Sant Cugat del Vallès)
La Casa al carrer Viñolas, 7 és una obra de Sant Cugat del Vallès (Vallès Occidental) protegida com a Bé Cultural d'Interès Local.

## Descripció
Casa de planta i pis destinat a habitatge unifamiliar. Les façanes, singularment la principal del carrer Viñolas, s'inscriu en l'estètica del barroquisme noucentista mentre que la façana del carrer Dos de Maig, amb una disposició d'obertures menys ordenada, es manifesta per l'imponent remat central, en forma de pinyó rectangular, motllurat que amaga el carener. Ambdues façanes són lligades per un fris amb espiralls de ventilació de morter moldejat i són coronats per una cornisa d'ordre jònic amb una banda de denticles.
La façana principal del carrer Viñolas té les obertures de planta baixa rematades amb una motllura arrodonida en els encontres de la llinda amb els brancals i presenten una falsa clau d'arc ornada amb garlandes. La finestra de l'esquerra és doble i té unes columnes amb capitell jònic fent de mainell. Les obertures de la planta pis són balconeres rematades per una motllura amb ones que formen el dibuix d'un arc carpanell a la llinda i té una petxina en el fals frontó que forma la llinda real amb l'arc carpanell. La clau de l'arc carpanell és una orla barroca.
Al bell mig de la façana principal en la planta pis, hi ha un relleu escultòric de Sant Jordi, segons el model del que hi ha al palau de la Generalitat.
En front del carrer Dos de Maig, la casa té un jardí posterior amb una petita galeria sota un balcó amb balustrada de ceràmica, segons la tradició dels passatges